# Krokowa (gemeente)
De gemeente Krokowa is een landgemeente in het Poolse woiwodschap Pommeren, in powiat Pucki.
De zetel van de gemeente is in Krokowa.
De gemeente bestaat uit 26 administratieve plaatsen solectwo: Białogóra, Brzyno, Dębki, Goszczyno, Jeldzino, Karlikowo, Karwieńskie Błota Drugie, Karwieńskie Błota Pierwsze, Kłanino, Krokowa, Lisewo, Lubkowo, Lubocino, Minkowice, Odargowo, Parszczyce, Połchówko, Prusewo, Sławoszyno, Słuchowo, Sobieńczyce, Sulicice, Świecino, Tyłowo, Wierzchucino, Żarnowiec
Op 30 juni 2004 telde de gemeente 9958 inwoners.

## Oppervlakte gegevens
In 2002 bedroeg de totale oppervlakte van gemeente Krokowa 211,83 km², waarvan:
- agrarisch gebied: 54%
- bossen: 32%

De gemeente beslaat 36,84% van de totale oppervlakte van de powiat.

## Demografie
Stand op 30 juni 2004:
| Omschrijving                   | Totaal | Totaal | Vrouwen | Vrouwen | Mannen | Mannen |
| ------------------------------ | ------ | ------ | ------- | ------- | ------ | ------ |
| eenheid                        | aantal | %      | aantal  | %       | aantal | %      |
| inwoners                       | 9958   | 100    | 4983    | 50      | 4975   | 50     |
| bevolkingsdichtheid (inw./km²) | 47     | 47     | 23,5    | 23,5    | 23,5   | 23,5   |

In 2002 bedroeg het gemiddelde inkomen per inwoner 2144,68 zł.

## Plaatsen zonder de statussołectwo
Dąbrowa, Glinki, Górczyn, Kartoszyno, Łętowice, Parszkowo, Piaśnica, Porąb, Sobieńczyce-Myśliwka, Szary Dwór, Sławoszynko, Trzy Młyny, Zielony Dół

## Aangrenzende gemeenten
Choczewo, Gniewino, Puck, Wejherowo, Władysławowo. De gemeente grenst aan de Oostzee.
- Library of Congress Control Number: n2005038173
- Nationale Bibliotheek van Israël: 987007487022005171
- Virtual International Authority File: 131557576